# Den frygtelige Arv
Den frygtelige Arv er en tysk stumfilm fra 1917 af Joe May.

## Medvirkende
- Mia May som Hilde Warren.
- Bruno Kastner som Hector Roger.
- Georg John som Tod.
- Hans Mierendorff som Hans von Wengraf.
- Ernst Matray.